# Varennes-lès-Mâcon
 Varennes-lès-Mâcon  es una población y comuna francesa, en la región de Borgoña, departamento de Saona y Loira, en el distrito de Mâcon y cantón de Mâcon-Sud.

## Demografía
| 378 | 437 | 429 | 455 | 438 | 480 |
| Para los censos de 1962 a 1999 la población legal corresponde a la población sin duplicidades (Fuente: INSEE [Consultar]) |     |     |     |     |     |